# 横光晃
横光 晃（よこみつ あきら、本名：山根富男、1930年7月1日 - 2001年9月15日 ）は、北海道札幌市出身の脚本家、日本放送作家協会理事、俳優。

## 来歴
会社員を経て、NHK札幌放送劇団に俳優として入る。その後、ラジオドラマの執筆を始め、上京後はテレビドラマも手がける。
テレビドラマでは、『オランダおいね』（1970年、TBS）、『愛の迷路』（1980年、CBC）など、女性心理を細やかに描いた作品で知られるが、ラジオドラマでは、『奇妙な死刑囚』（1968年、NHK）、『夜のミステリー』（1975-1979年、TBS）など、ブラックユーモアや幻想的要素の強い作品も数多く発表しており、その作風は幅広かった。
芸術祭・芸術選奨・ギャラクシー賞等、受賞歴多数。1998年紫綬褒章受章。

## 主な作品

### テレビドラマ
- 『ベルを鳴らせ』（NHK札幌）
- 『高見沢家の遺産』（NHK札幌）
- 『から松の木かげの家』（NHK札幌）
- 『魚住少尉命中』（S.38 NHK／総局長賞受賞・イタリア賞受賞）
- 『銀婚式』（S.42 NHK）
- 『つむじ風』（S.43 NHK）
- 『黒部の太陽』（S.43 NTV）
- 『こけこっこー！』（S.45 TBS）
- ポーラテレビ小説（TBS） 
  - 『オランダおいね』（S.45／局長賞）
  - 『ひまわりの道』（S.46）
  - 『薩摩おごじょ』（S.48）
  - 『夫婦ようそろ』（S.53）
  - 『夢かける女』（S.60）
- 東海テレビ制作昼ドラマ（THK）
  - 『帰らざる雲』（S.46）
  - 『シンデレラの海』（S.48）
  - 『つくしんぼ』（S.52）
  - 『漂流家族』（S.58）
  - 『炎の旅路』（H.2）(11)-(13)(34)(35)(43)-(45)話
  - 『新金色夜叉　百年の恋』（H.2）(24)(25)話
  - 『あなたが好きです』（H.6）
- 銀河テレビ小説（NHK）
  - 『港の詩』（S.46）
  - 『灯のうるむ頃』（S.49）
  - 『おおさか・三月・三年』（S.49）
  - 『半分正しい』（S.57）
  - 『家族は何をする人ぞ』（S.61）
- 『もう一つの華燭』（S.46 NHK）
- 『いま炎のとき』（S.47 TBS）
- 『赤ひげ』（S.47 NHK）
- 『芙蓉の人』（S.48 NHK）
- 木下恵介アワー（TBS）
  - 『炎の旅路』（S.48）
- 『おしどり右京捕物車』（S.49 ABC）(4)(12)(13)(15)(19)話
- 『斬り抜ける』（S.49 ABC） (2)(4)(6)(8)(10)(16)(17)(19)話
- 日曜劇場（TBS）
  - 『花時計』（S.49）
  - 『パパは神様じゃない』（S.49）
  - 『もういちど旅立ち』（S.57）
  - 『夫婦の行進曲』（S.58）
  - 『六甲たそがれ』（S.58）
- CBC制作昼ドラマ（CBC）
  - 『愛さずにはいられない』（S.50）
  - 『愛のゆくえ』（S.51）
  - 『愛の迷路』（S.55）
  - 『おたき』（S.56）
  - 『ちょっと気になる嫁』（S.62）
  - 『愛する』（S.63）
- 必殺シリーズ（ABC）
  - 『必殺必中仕事屋稼業』（S.50）(17)(19)(22)話
  - 『必殺仕置屋稼業』（S.50）(22)話
  - 『必殺仕業人』（S.51）(17)話
- 少年ドラマシリーズ（NHK）
  - 『末っ子物語』（S.50）
- ポーラ名作劇場（NET）
  - 『夢二慕情』（S.50）
  - 『幻花』（S.52）
- 『嫁だいこん』（S.51 CX）
- 『隠し目付参上』（S.51 MBS）(15)話
- 『愛と憎しみの宴』（S.51 MBS）
- 妻そして女シリーズ（MBS）
  - 『愛人関係』（S.52）
  - 『燃える女』（S.57）
  - 『心霊ドラマスペシャル (2) 血の花』（S.62）
- 『情炎・遥かなる愛』（S.52 NTV）
- 土曜ワイド劇場（テレビ朝日）
  - 『横溝正史の吸血蛾 美しき愛のバラード』（S.52）
- ライオン奥様劇場（CX）
  - 『おかあさん』（S.52）
  - 『隣人戦争』（S.54）
- 『炎の家　愛は二度生まれる』（S.53 CX）
- 『夜明けのタンゴ』（S.55 TBS）（8話 - 13話）話
- 『もういちど春』（S.56 TBS）
- 木曜ゴールデンドラマ（YTV）
  - 『歌枕』（S.56 NTV）
  - 『家族それぞれの殺意！』（S.57）
  - 『わが子の条件』（S.57）
  - 『秘密の女』（S.60）
- 『このよはすべてかねしだい 人情紙風船』（S.57 TBS）
- 『他人家族』（S.57 テレビ朝日）
- 『Gメン'82』（S.57 TBS）(9)話
- 『男はたいへん』（S.58 TBS）
- 『乙女座は悪女の匂い』（S.59 テレビ朝日）
- 月曜ワイド劇場（テレビ朝日）
  - 『300万円紛失事件　銀行支店長をめぐる2人の女』（S.59）
- 火曜サスペンス劇場（NTV）
  - 『裏切りのフィナーレ』（S.59）
  - 『逆光のなかの女』（S.60）
  - 『お連れの方』（S.61）
- 『夏樹静子サスペンス・死者の嘘』（S.61 CX）
- テレビ東京月曜9時枠ドラマ（テレビ東京）
  - ドラマ女の手記『離婚居候人』（S.62）
  - ドラマ女の四季『妻たちが買った危険な一夜』（S.63）
  - 傑作推理受賞作シリーズ『罪な女』（H.1)
- 『悪い奴は眠らない』（S.63 CX）
- NHK朝の連続テレビ小説（NHK）
  - 『君の名は』（H.3）

### ラジオドラマ
- 『サガレンの花』（S.34 札幌／芸術祭受賞）
- 『地底』（S.35 NHK札幌／芸術祭奨励賞）
- 『黒い樹海』（S.36 NHK）
- 『不気味な極点』（S.37 NHK）
- 『激流』（S.38 NHK）
- 『クラッシン号、イタリア号を救う』（S.42 NHK）
- 『奇妙な死刑囚』（S.43 NHK）
- 『女房が死んでから』（S.43 TBS）
- 『夕陽をしるべに』（S.44 文化放送／芸術祭受賞）
- 『綺麗はきたない穢ないは綺麗』（S.45 ニッポン放送／芸術祭受賞）
- 『女房が死んでから』
- 『さらば愛する人よ』
- 『失踪』
- 『忘れじのパンドラ』
- 『枯葉』
- 『悲しみの森へ』
- 『脂のしたたり』
- 『白い巨塔』（S.40 文化放送）
- 『洒落た関係』
- 『淀どの日記』
- 日曜名作座（NHK）
  - 『リツ子 その愛と死』
  - 『楡家の人々』
  - 『人生劇場 残侠篇』
  - 『笛吹川』
  - 『地の果ての獄』（S.55）
  - 『新宿馬鹿物語』（S.57）
  - 『ガラマサどん』（S.58）
- 『ここを過ぎて悲しみの都へ』（S.48 文化放送）
- 『日本沈没』（S.49 文化放送）
- 『白き船をあたえよ』（S.51 文化放送）
- 夜のミステリー（ミステリーゾーン）（S.50～S.54 TBS〉
  - 『生きるとは何か』
  - 『神の木』
  - 『あの人の雪』
  - 『正義をあげましょう』
  - 『隙間』
  - 『おまえのすべて』
  - 『凍った花』
  - 『夢の悪魔』
  - 『居心地のいい部屋』
  - 『内なる鬼』
  - 『買われた』
  - 『凍てついた部分・我が地獄』
  - 『あるギロチン』
  - 『シグナル・赤』
  - 『クレアボヤンス』
  - 『おまえのすべて』
  - 『蛇男』他
- 『歪んだ星座』（S.53 NHK）
- FMラジオ劇場（NHK-FM）
  - 『星の生まれた夜』（S.55）
- 『黒い海の怒り』（S.56 NHK）
- 『まほろばのリーナ』（S.56 文化放送）
- 『侍』（S.56 文化放送）
- 『点と線』（S.57 NHK）
- 『熊撃ち』（S.57 TBS〉
- 『西域物語』（S.57 文化放送）
- 『退魔戦記』（S.58 NHK）
- ラジオ名作劇場（NHK）
  - 『夢の壁』（S.59）
  - 『源叔父』（S.60）
  - 『セールスマンCE402号』（S.60）
  - 『激流』（S.63）
  - 『水際の塑像』（S.63）
  - 『足摺岬』（H.1）
  - 『アルジャーノンに花束を』（H.1）
  - 『ザ・シチュエーション』（H.1）
- FMアドベンチャー（NHK-FM）
  - 『密林よ熱き獣を誘え』（S.59）
- 『国際親善あれこれ』（S.59 NHK）
- 『カルチャー・ゲームⅡ　ちょっとおかしいぞ日本人』（S.60 NHK）
- 『カルチャー戦争』（S.60 NHK）
- 『男と女のいい出逢い』（S.60 NHK）
- 『夢の中の夢の中の夢の・・・』（S.60 NHK）
- 『カルチャーゲーム』（S.60 NHK）
- 『昼下がりの悪魔』（S.60 TBS）
- 『迷犬ルパンの名推理』（S.60 NHK）
- ラジオ図書館（TBS）
  - 『メビウスの男』（S.59）
  - 『宝島』（S.59）
  - 『地平線へピクニック』（S.60）
  - 『めりけんじゃっぶ海太郎伝』（S.60）
  - 『恋のミストラル』（S.61）
  - 『遠いアメリカ』（S.62）
  - 『たそがれ・ヴィオロン・裸の木』（S.62）
  - 『あちゃらかぱい！』（S.63）
  - 『ブランキストン海峡』（S.63）
  - 『ロマネコンティー1935』（H.1）
  - 『不忠臣蔵』（H.2 TBS）
  - 『レ・ミゼラブル』（H.2）
  - 『天と地と』（H.2）
  - 『蒼氷』（H.2）
  - 『ホーム・パーティ』（H.3）
  - 『ベヒンスタインを歌う』（H.4）
  - 『カフカ「変身」』（H.4）
  - 『課長島耕作』（H.4）
  - 『ペーパーナイフ』（H.5）
  - 『八月のクロニクル』（H.5）
  - 『谷崎潤一郎犯罪小説集より』（H.5）
  - 『死と恋と波と』（H.5）
  - 『にわか産婆－漱石』（H.5）
  - 『一刀斉は背番号6』（H.5）
  - 『僕が医者をやめた理由』（H.5）
  - 『三浦哲郎短編集より』（H.6）
  - 『糸ノコとジグザク』（H.6）
  - 『ナイトメア－悪夢』（H.6）
  - 『屋根裏の散歩者』（H.6）
  - 『社内犯罪講座』（H.6）
  - 『恐怖こそわが友』（H.6）
  - 『もう一度走り出そう』（H.6）
  - 『武田鉄矢戦争童話集より月が昇るまで』（H.6）
  - 『明日の風』（H.6／芸術作品賞）
  - 『傘を探す』（H.7）
  - 『続怪人二十面相伝　青銅の魔人』（H.7）
  - 『ピュタゴラスの旅』より籤引』（H.7）
  - 『遙かなるズリ山』（H.7／芸術選奨文部大臣賞・芸術作品賞）
  - 『家族・愛のゴースト95』（H.7）
  - 『スキップ』（H.7）
  - 『「とんぼ」より　うそ時計』（H.7）
  - 『心のおもむくままに』（H.8）
  - 『「江戸職人綺譚」より　笑い凧』（H.8）
  - 『恋』（H.8）
  - 『薄暮ゲーム』（H.8）
  - 『獏を飼う少女たち』（H.8）
- FMシアター（NHK-FM）
  - 『一寸先の夢の夢』（S.60）
  - 『夏・未来博にて』（S.63）
- 『無限の崩壊』（S.61 NHK）
- 『ポリス』（S.61 NHK1）
- ミステリーゾーン（S.61～S.62 TBS）
  - 『終わりは始まり』
  - 『ラッキーナンバーは愛』他
- アドベンチャーロード（NHK-FM）
  - 『21世紀のユリシーズ』（S.62 NHK）
- 『玉呑み人形』（S.62 NHK）
- 『サマータイム』（H.3 NHK）
- 手塚治虫ワンダーランド『ブラック・ジャック』（H.5～H.6 TBS）
- 『アドルフに告ぐ』（H.5 TBS／芸術作品賞・第30回ギャラクシー賞大賞）
- 『仮の宿』（H.7 TBS）
- 『三国志』（H.11 TBS）
- 『黄昏ラビリンス』（H.12 TBS／平成12年度文化庁芸術祭参加作品）

## 書籍

### ノベライズ
- 『オランダおいね』（S.45 日新報道）
- 『薩摩おごじょ』（S.48 角川書店）
- 『ミステリー短編集 奇妙な食卓〜TBSラジオ夜のミステリーより〜』（S.51 ルック社、川崎洋、伊藤海彦、鈴木清順、岩間芳樹、高橋辰雄らとの共著）
- 『情炎 遥かなる愛』（S.52 三笠書房）